# Spreetal
Spreetal (hornolužickosrbsky Sprjewiny Doł) je obec v Horní Lužici v německé spolkové zemi Sasko. Nachází se v zemském okrese Budyšín a má přibližně 1 800 obyvatel.

## Historie
Obec s názvem Spreetal vznikla roku 1996 spojením doposud samostatných obcí Burghammer, Neustadt a Spreewitz.

## Přírodní poměry
Spreetal leží na severu zemského okresu Budyšín na hranici spolkových zemí Sasko a Braniborsko, severovýchodně od velkého okresního města Hoyerswerda a jižně od braniborského Sprembergu. Územím obce protéká Spréva i její vedlejší rameno Malá Spréva (Kleine Spree), které se spojují u místní části Spreewitz. Většina území obce je poznamenána povrchovou těžbou hnědého uhlí. V bývalých hnědouhelných lomech vznikla řada rekultivačních jezer náležejících k oblasti Lužických jezer. Na území obce se nachází Bernsteinsee a částečně sem zasahují Spreetaler See, Scheibesee a Speicherbecken Lohsa II. Na východ území obce zasahuje vojenský výcvikový prostor Horní Lužice. Na hranici Saska a Braniborska se rozkládá průmyslová zóna Schwarze Pumpe s tepelnou elektrárnou. Územím Spreetalu a sousedního Boxbergu prochází hustá síť Lužické důlní dráhy, která slouží především k přepravě hnědého uhlí.

## Správní členění
Spreetal se dělí na 7 místních částí:
- Burg (Bórk)
- Burghammer (Bórkhamor)
- Burgneudorf (Nowa Wjes)
- Neustadt/Spree (Nowe Město), včetně vsí Neustädter Hammer (Hamor), Döschko (Daški) a Altmühle (Starik)
- Spreetal (Sprjewiny Doł)
- Spreewitz (Sprjejcy)
- Zerre (Drětwja)

## Obyvatelstvo
Celé území obce Spreetal náleží k lužickosrbské oblasti osídlení. Hornolužická srbština je zde často používána v běžném i společenském životě.

## Pamětihodnosti
- hrázděný vesnický kostel ve Spreewitz
- požární zbrojnice u bývalé továrny na brikety
- kostel v Burghammeru

## Osobnosti
- Gerhard Gundermann (1955–1998), písničkář a bagrista